# 西多尼芬鎮區 (密蘇里州里普利縣)
西多尼芬鎮區（英語：West Doniphan Township）是位於美國密蘇里州里普利縣的一個行政鎮區。

## 地方資料
西多尼芬鎮區的面積為22.79平方千米，當中陸地面積為22.36平方千米，而水域面積為0.43平方千米。根據2020年美國人口普查的數據，當地共有人口469人，而人口密度為每平方千米20.58人。